# Нейсер Реаско
Нейсер Реаско Яно (ісп. Neicer Reasco Yano; нар. 23 липня 1977, Есмеральдас, Еквадор) — еквадорський футболіст, що грав на позиції захисника , зокрема за клуби «Сан-Паулу» та «ЛДУ Кіто», а також за національну збірну Еквадору.

## Клубна кар'єра
У дорослому футболі дебютував 1997 року виступами за команду клубу «ЛДУ Кіто», в якій провів три сезони, взявши участь у 119 матчах чемпіонату.
Згодом з 2000 по 2001 рік на правах оренди грав у складі клубу «Ньюеллс Олд Бойз». З 2001 до 2006 року продовжив виступати у клубі «ЛДУ Кіто».
Своєю грою за останню команду привернув увагу представників тренерського штабу клубу «Сан-Паулу», до складу якого приєднався 2006 року. Відіграв за команду із Сан-Паулу наступні два сезони своєї ігрової кар'єри.
2008 року повернувся до клубу «ЛДУ Кіто». Цього разу провів у складі його команди вісім сезонів. Більшість часу, проведеного у складі «ЛДУ Кіто», був основним гравцем захисту команди.
Професійну ігрову кар'єру завершував у команді «Аукас» 2017 року.

## Виступи за збірну
1998 року дебютував в офіційних матчах у складі національної збірної Еквадору. Провів у формі головної команди країни 57 матчів.
У складі збірної був учасником розіграшу Кубка Америки 2004 року у Перу, чемпіонату світу 2006 року у Німеччині, розіграшу Кубка Америки 2007 року у Венесуелі, розіграшу Кубка Америки 2011 року в Аргентині.

## Особисте життя
На початку 1999 року в Нейсера народився син, якого той назвав на честь гравця збірної Франції Юрія Джоркаєффа. Джоркаєфф Реаско пішов батьківським шляхом і став професійним футболістом, на початку 2020 року отримавши свій перший виклик до збірної Еквадору.

## Титули і досягнення
- Чемпіон Еквадору (4):

«ЛДУ Кіто»: 1998, 1999, 2003, 2005 (Апертура), 2010
- Чемпіон Бразилії (3):

«Сан-Паулу»: 2006, 2007, 2008
- Переможець Рекопи Південної Америки (2):

«ЛДУ Кіто»: 2009, 2010
- Переможець Південноамериканського кубка (1):

«ЛДУ Кіто»: 2009